# 掘り下げ田
掘り下げ田（ほりさげでん、ほりさげた、ほりさげだ）は、穀物を栽培するために水場周辺などを開発した農地をいう。

## 概要
掘り下げ田はそれぞれの地域により表記法・発音が異なっており、下記ではその折を併記する。
掘り下げ田は、沼沢地の土を掘り上げ造成する掘り上げ田とは反対に、主に畑地を掘り下げ水田化を行い造成した農地である。茨城県猿島郡五霞町域の例では沼沢地周辺で掘り下げ田を造成する際に掘削された土砂を周辺の旧河道の沼地に持ち込み、かさ上げをし、水田の造成が行われた。旧猿島町域（現：茨城県坂東市）においては「掘り下げ田」を指して「掘上げ田」と称しており、「ホック」・「ホッコ」とも称されている。主に飯沼干拓地周縁部においてみられ、干拓地へと続く畑地を水田面に接近するよう掘り下げ、水田に転化していた。これは水田近くの畑地は水分があり地味が良いため雑草が繁茂しやすく、除草の手間から転化されたケースが多い。茨城県神栖市域の掘り下げ田においては土壌が砂質のために水田としては透水性がありすぎるため、地下水面の存在する数10cm～約1m以上の地点まで地表を掘り下げ、水田を造成していた。今日においてはその圃場面積が小さく、除草や水管理、排水路整備などの作業効率の点から耕作放棄が進みつつある。しかしながら洪水時の調整池機能を有し、また生物の生息地ともなっている。

## 主な掘り下げ田
注意：この節に記した掘り下げ田は過去に存在していたが、現存していないものを含む。
茨城県域
- 波崎地区（茨城県神栖市）
- 太田地区（茨城県神栖市）
- 柳川地区（茨城県神栖市）
- 五霞沼（茨城県猿島郡五霞町）
- 孫兵衛新田（茨城県坂東市）